# José Joaquim Pinto da Silva
José Joaquim Pinto da Silva ComNSC (Porto, 6 de Janeiro de 1835 – Lisboa, 1921), foi o 1.º Visconde de Sacavém. Nasceu no Porto, filho de um homónimo José Joaquim Pinto da Silva, que se notabilizou como negociante. Também ele se tornou um comerciante de grossos cabedais (tendo a sua casa na Praça do Comércio, em Lisboa), sendo ainda comendador da Ordem de Nossa Senhora da Conceição de Vila Viçosa.

## Biografia
Casou por duas vezes: do primeiro casamento, celebrado em 25 de Junho de 1861, com Miquelina Francisca de Oliveira (1845–1866), filha mais velha de Manuel José de Oliveira, 1.º Barão de Barcelinhos, e Rita Soares de Oliveira, viria a ter como filhos José Joaquim Pinto da Silva Sacavém (que lhe teria sucedido no título de Visconde de Sacavém) e Alfredo Pinto da Silva, reputado crítico de arte.
Viúvo, viria a casar segunda vez em 2 de Janeiro de 1873, com Amália Augusta da Silva Lima, viúva do 1.º Visconde de Valmor, José Isidoro Guedes. Deste casamento não gerou descendência.

## Títulos e honrarias
Em 30 de Julho de 1874, viria a receber o título de 1.º Visconde de Sacavém, em vida, outorgado pelo rei D. Luís I.
O título foi renovado por Carlos I de Portugal na pessoa de seu filho, o segundo visconde, em 10 de Abril de 1890. O terceiro visconde, José Manuel Pinto Sacavém (1894 – ?), usou o título por autorização de Manuel II de Portugal no exílio e, nessa condição, o transmitiu ao filho Manuel José de Sousa Pinto Sacavém (1941 – ), o quarto visconde.